# 萨图尔·奥坎波
萨图尔·奥坎波（英語：Satur Ocampo；1939年4月7日—）是菲律宾政治家、活动家、记者和作家。

## 生平
奥坎波是《马尼拉时报》的前戒严时期的业务编辑，也是菲律宾商业和经济记者协会的创始人。他是全国新闻俱乐部的终身会员。  
1972年9月21日，费迪南德·马科斯总统宣布戒严，奥坎波等人也进入地下。1973年，奥坎波共同创立了菲律宾民族民主阵线，力求团结各种反独裁力量。  
1976年，作为政治犯被捕并监禁。在接下来的九年中，他在各处监狱中遭到残酷折磨。有一次，他与被拘留的《菲律宾大学生》总编辑亚伯拉罕·萨米恩托（Abraham Sarmiento，Jr.）共用一间牢房。尽管军事法庭试图以叛乱为罪判处他，但他从未被发现任何罪行。1985年，全国新闻俱乐部年度选举中通过投票时，他逃脱了看管他的士兵，重新加入了地下革命运动。
1986年独裁统治结束后，科拉松·阿基诺总统呼吁与共产党人和谈。奥坎波领导了代表菲律宾共产党和新人民军的民族民主阵线和平谈判小组。1987年1月22日马拉坎南宫附近的一次集会上18名农民被杀死，导致和谈结束，奥坎波回到了地下活动。  
1989年，他和他的妻子Carolina Malay一起被捕。1992年，三年后，他的妻子被释放一年后，他被释放，没有被发现任何罪行。
作为党主席和第一候选人，他在2001年、2004年和2007年三次成功的选举中领导列于政党名单的团体民族第一。他是菲律宾众议院议员，菲律宾第十四次代表大会的副少数党领袖。他在人权和其他领域做过工作。
三次成为众议院议员后，他在2010年5月的选举中竞选参议员；列于政党名单的妇女团体加布里埃拉妇女党的时任代表Liza Maza和奥坎波由人民爱国联盟派出，并被列为国民党（菲律宾）的参议院候选人。选举结束后，2010年8月21日，奥坎波开始在菲律宾之星（Philippine Star）报纸连载名为“在地平面” 的每周意见专栏。 